# 岬あかり
岬 あかり（みさき あかり、1999年1月7日 - ）は、日本の女優。神奈川県出身。レプロエンタテインメント所属。

## 来歴
子役出身で、2歳の時から「高瀬岬」という芸名で芸能活動を始めていた。子役としては、NHK『七瀬ふたたび』、TBS系『JIN-仁-』、テレビ朝日系『ハガネの女』などに出演。
中学進学後に学業に専念するため女優を辞め、大学まで進学した。
2019年、20歳となり芸能活動を再開。前事務所の退所を経て、フリーとして活動していた。
2022年に開催された「レプロ30周年主役オーディション」に合格し、現芸名でレプロエンタテインメントに所属。
MBS・ドラマイズム『ロマンス暴風域』で、レプロエンタテインメント所属後初めてのドラマ出演を果たす。

## 人物
- 特技はダンス、ピアノ（小学生時代の6年間）、英語（日常会話程度）。
- 趣味は１人カラオケ、旅行、ホテル巡り[3]。
- 本名でもある「岬」には、「灯台のようにみんなを照らせる人になって欲しい」という両親の想いが込められている[4]。

## 出演
前名義での活動時の出演作も併せて表記する。

### テレビドラマ
- 翼の折れた天使たち 第一夜「セレブ」（2006年、フジテレビ系）
- 走れ!事件記者 娘に捧げる最後のスクープ（2006年、TBS系）
- はだしのゲン（2007年、フジテレビ系）
- 刑事・蟹沢石太郎（2007年、テレビ朝日系）
- 浅草ふくまる旅館（2007年、TBS系）
- NHK連続テレビ小説『瞳』（2008年、NHK総合）
- 七瀬ふたたび（2008年、NHK総合）
- 我はゴッホになる! 〜愛を彫った男・棟方志功とその妻〜（2008年、フジテレビ系）
- モンスターペアレント（2008年、フジテレビ系）
- 相棒 Season7（2008年、テレビ朝日系）
- JIN-仁-（2009年、TBS系）
- 新参者（2010年、TBS系）
- 警視庁継続捜査班（2010年、テレビ朝日系）
- ハガネの女（テレビ朝日系）
  - Season1（2010年）
  - Season2（2011年）
- 時々迷々　お姉ちゃんと呼ばないで（2011年、NHK教育）
- 京都南署鑑識ファイル 第6作（2011年）
- ねぇ先生、知らないの?（2019年、MBS）
- 俺のスカート、どこ行った?（2019年、日本テレビ系）
- パパがも一度恋をした（2020年、フジテレビ系）
- ロマンス暴風域（2022年、MBS）
- 赤いナースコール（2022年、テレビ東京）
- 青春シンデレラ（2022年、ABCテレビ）
- 来世ではちゃんとします3（2023年、テレビ東京）
- 弁護士ソドム（2023年、テレビ東京） - 久保寺亜美 役
- キス×kiss×キス〜LOVE ⅱ SHOWER〜「秘密のキス」「成長キス」（2023年放送予定、テレビ東京） - ほのか / 佐伯真由 役[5]
- オクトー 〜感情捜査官 心野朱梨〜 Season2 第6話（2024年11月8日、読売テレビ・日本テレビ系） - 柳日奈子 役[6]

### 配信ドラマ
- 乃木坂シネマズ〜STORY of 46〜（2020年、FOD）

### バラエティ
- 中居正広の金曜日のスマイルたちへ『金スマ波乱万丈～ギャル曽根編～』（2007年）
- 誰も知らない泣ける歌（2008年 - 2009年、日本テレビ系）
- いつみても波瀾万丈（日本テレビ系）
  - 松田美由紀 編（2005年）
  - 大場久美子 編（2008年）

### CM
- JR東日本『JR SKISKI 2019-20』
- SUZUKI 新型ハスラー
- KDDI『auゼロ学割 三太郎シリーズ「学食行列」篇』

### MV
- 遊助『ひと』（2011年）
- ロザリーナ『悲しみのセル』（2020年）
- KEY.L『Hey KONG』（2020年）